# Psapharochrus phasianus
Psapharochrus phasianus är en skalbaggsart som först beskrevs av Bates 1861. Psapharochrus phasianus ingår i släktet Psapharochrus och familjen långhorningar.
Artens utbredningsområde är Panama. Inga underarter finns listade i Catalogue of Life.